# Enclaves palestiniennes
Les enclaves palestiniennes sont des zones de la Cisjordanie désignées pour les Palestiniens dans le cadre de diverses propositions infructueuses menées par les États-Unis et Israël pour mettre fin au conflit israélo-palestinien. Les enclaves sont comparées aux homelands noirs créés à l'époque de l'apartheid en Afrique du Sud,,,,,, et sont donc appelés bantoustans,. Ces zones sont également appelées au sens figuré l'archipel palestinien,,,. Le statut de facto en 2024 est qu’Israël contrôle toutes les zones situées en dehors de ces enclaves et y mène des incursions très régulièrement.
Les « îles » ont d'abord pris forme officielle de zones A et B dans le cadre du second accord d'Oslo en 1995. Cet arrangement se devait temporaire, la zone C (le reste de la Cisjordanie) devant « être progressivement transférée sous juridiction palestinienne » d'ici 1997 ; cependant, aucun transfert de ce type ne sera effectué,,. La zone de Cisjordanie actuellement sous contrôle civil partiel de l'Autorité nationale palestinienne est composée de 165 « îles ». La création de cet arrangement est décrite par la journaliste israélienne Amira Hass comme « l'événement géopolitique le plus marquant du dernier quart de siècle ».
Un certain nombre de plans de paix israélo-américains, dont le plan Allon, le plan de l'Organisation sioniste mondiale de Matityahu Drobles (en), le plan de Menahem Begin, le plan « Allon Plus » de Benyamin Netanyahou, le sommet de Camp David de 2000 et la « vision de Sharon d'un État palestinien » ont proposé un territoire de type enclave – c'est-à-dire plusieurs zones non contiguës entourées, divisées et, en fin de compte, contrôlées par Israël ; tout comme le plus récent plan de paix de Trump,. C'est ce qu'on appelle « l'option bantoustan »,,.
Les conséquences de la création de ces zones palestiniennes fragmentées ont été largement étudiées et ont eu un « impact dévastateur sur l'économie, les réseaux sociaux, [et] la fourniture de services de base tels que les soins de santé et l'éducation ».

## Enclaves, cantons ou archipel
Divers termes sont utilisés par les Palestiniens et les observateurs extérieurs pour décrire ces espaces, notamment « enclaves ». Le terme « enclave » peut sembler neutre, contrairement à « bantoustan » et « ghetto », qui sont chargés de connotations négatives. Pourtant, les enclaves sont des formations socio-spatiales qui organisent de la même manière les inégalités. Les facteurs économiques limitent les comparaisons avec le ghetto. L'intégration économique, bien qu'inégale, des Juifs dans les ghettos européens d'avant la Seconde Guerre mondiale, des Noirs dans les ghettos des États-Unis et des bantoustans d'Afrique du Sud est sans équivalent dans les enclaves palestiniennes, où la circulation hors de leurs limites et entre elles est sévèrement limitée. « Cantons », « prison à ciel ouvert », réserves, ou, collectivement, « État-ghetto » ; tandis que « îles » ou « archipel » est considéré comme désignant la manière dont l'infrastructure de l'occupation israélienne de la Cisjordanie a perturbé la contiguïté entre les zones palestiniennes. « Fromage suisse » est une autre analogie populaire,. Parmi ces termes, « enclaves », « cantons » et archipel ont également été appliqués au modèle des colonies juives en Cisjordanie. L'entrée « Bantoustan » de l'Encyclopédie du conflit israélo-palestinien indique qu'ils sont également appelés « cantons » ou « enclaves » et utilise le terme « fragmentation » dans son analyse de 2006.

Le processus de création des enclaves fragmentées a également été décrit comme « enkystation » par le spécialiste des relations internationales Glenn Bowman et comme « enclavisation » par le géographe Ghazi Falah,. Selon un rapport commandé par le Programme des Nations Unies pour le développement Programme (PNUD), 
Israël a systématiquement séparé les communautés palestiniennes en une série d'archipels (appelés diversement îles isolées, enclaves, cantons et bantoustans) dans le cadre d'un accord qualifié de « l'un des systèmes de contrôle les plus intensément territorialisés jamais créés »

## Bantoustans
Les enclaves sont souvent appelées « bantoustans », particulièrement, mais pas exclusivement, par ceux qui critiquent la politique israélienne envers les Palestiniens en référence aux territoires réservés aux habitants noirs dans l'Afrique du Sud de l'apartheid. Cette étiquette implique que ces zones manquent de souveraineté politique et d'indépendance économique significatives. Selon la professeure Julie Peteet, directrice du département d'anthropologie de l'Université de Louisville, la politique de séparation du gouvernement israélien, dite « hafrada », « illustrée par les colonies juives, les enclaves palestiniennes, l'expropriation des terres, les points de contrôle, les routes séparées et le système de permis », est comparable au système de laissez-passer, aux politiques foncières et aux bantoustans de l'apartheid sud-africain.
L'utilisation du terme « bantoustans » pour décrire les zones palestiniennes remonte aux années 1960, notamment par le chef militaire et homme politique israélien Moshe Dayan, qui aurait suggéré les bantoustans comme modèle explicite pour les enclaves palestiniennes. D'autres Israéliens et Américains ont utilisé une terminologie similaire dans divers contextes. parmi lesquels figurent Ariel Sharon (apparemment), Colin Powell, James Baker, John Dugard, Martin Indyk, Daniel Levy, Amos Elon, Yigal Allon, I. F. Stone, Avi Primor, Ze'ev Schiff, Meron Benvenisti, Yuval Shany, Menachem Klein, et Akiva Eldar. Le nom verbal "bantoustanisation" a été utilisé pour la première fois par Azmi Bishara en 1995, bien que Yasser Arafat ait fait l'analogie plus tôt lors des pourparlers de paix avec ses interlocuteurs. De nombreux chercheurs et auteurs de la gauche israélienne l'ont utilisé au début des années 2000, par exemple avec Meron Benvenisti faisant référence en 2004 au modèle de fragmentation territoriale, politique et économique poursuivi par le gouvernement israélien.